# Satomi Ishihara
Satomi Ishihara (jap. 石原 さとみ Ishihara Satomi), właściwie Kuniko Ishigami (jap. 石神国子 Ishigami Kuniko), (ur. 24 grudnia 1986 w Tokio) – japońska aktorka. Była czterokrotnie nominowana do nagrody Japońskiej Akademii Filmowej, wygrywając ją w 2004 i 2025 roku.

## Życiorys
Przed debiutem jako Satomi Ishihara pojawiła się w takich filmach jak „Hogi-Lala” i „Fune o Oritara Kanojo no Shima” pod prawdziwym nazwiskiem Kuniko Ishigami.
W 2002 roku, po wygraniu 27. Grand Prix Horipro Talent Scout Caravan „Pure Girl 2002” na dobre rozpoczęła karierę aktorską.

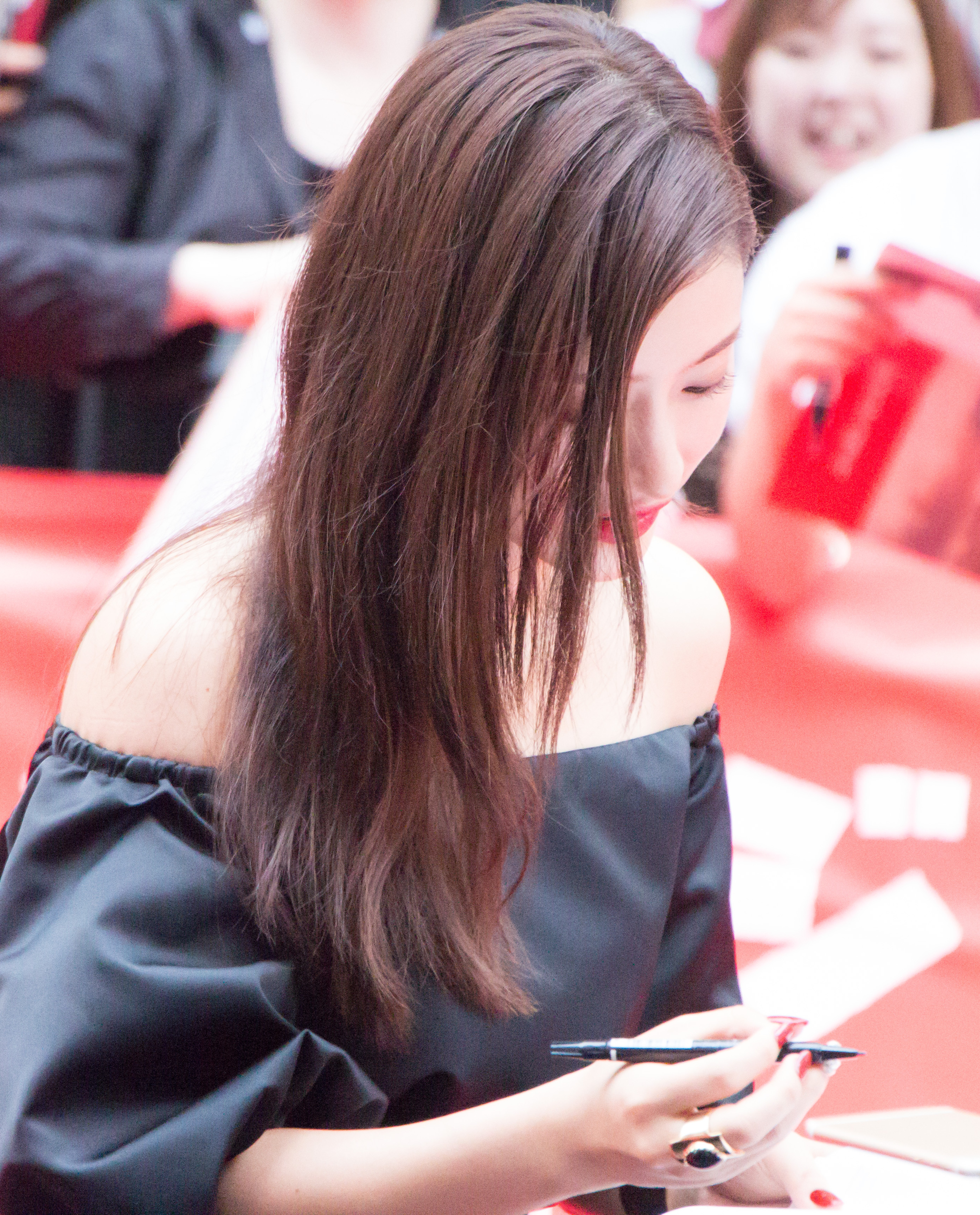
Zdjęcie Satomi Ishihary na premierze filmu Shin Godzilla (2016)

Jej debiut aktorski pod pseudonimem Satomi Ishihara miał miejsce w filmie „Watashi no Grandpa” z 2003 roku. W tym samym roku zagrała także w swojej pierwszej dramie „Mado o Aketara”, wcielając się w postać głównej bohaterki Usagi Yamamoto. Następnie wystąpiła w głównej roli w dramie asadora „Teru Teru Kazoku”.
W 2004 roku zdobyła nagrodę Japońskiej Akademii Filmowej w kategorii debiut roku.
W 2005 roku zagrała Shizukę Gozen, jedną z najbardziej znanych kobiet w japońskiej historii i literaturze, w dramie historycznej (taiga drama) „Yoshitsune”.
Jesienią 2006 roku po raz pierwszy wystąpiła na scenie jako Helen Keller w spektaklu „Cudotwórczyni” (The Miracle Worker).
W 2010 roku została wybrana kobietą roku magazynu Vogue Nippon.
W 2019 Satomi została mianowana jednym z ambasadorów sztafety olimpijskiej w Tokio w 2020 roku.

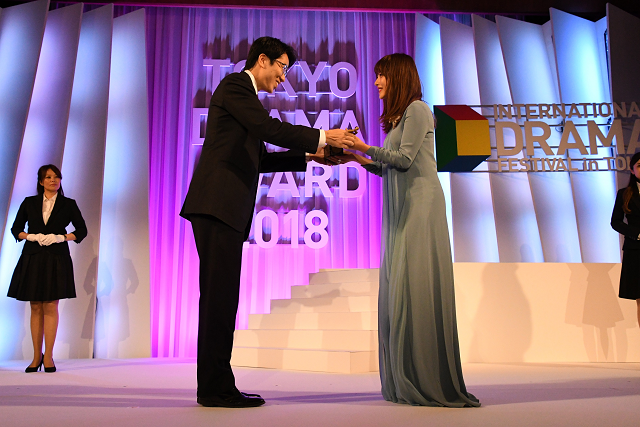
Satomi Ishihara odbierająca nagrodę dla najlepszej aktorki podczas International Drama Festival in Tokyo 2018

1 października 2020 roku ogłosiła swoje małżeństwo.
10 stycznia 2022 roku ogłosiła za pośrednictwem swojej agencji, że jest w ciąży z pierwszym dzieckiem. 4 marca ogłoszono, że od 7 kwietnia będzie odpowiedzialna za rolę prowadzącej i konferansjera w programie „Ashiga Kawaru Torisetsu Show”. Była to jej pierwsza praca w roli prowadzącej. Satomi po raz ostatni pojawiła się w programie emitowanym 28 kwietnia, po czym przeszła na urlop macierzyński. 23 kwietnia ogłosiła za pośrednictwem swojego biura, że urodziła swoje pierwsze dziecko i że data porodu, a także płeć dziecka nie zostanie ujawniona, oraz że wróci do pracy „po konsultacji, traktując priorytetowo swój stan fizyczny i sytuację związaną z opieką nad dzieckiem”. 28 lipca NHK poinformowało, że Satomi wróci po urlopie macierzyńskim do programu „Ashiga Kawaru Torisetsu Show” w odcinku wyemitowanym 25 sierpnia.
4 kwietnia 2023 roku ogłoszono, że pojawi się w filmie „Misshingu”, którego premierę zaplanowano na następny rok. 27 listopada ogłoszono, że pojawi się w dramie „Destiny”, której emisja rozpocznie się w kwietniu 2024 roku. Dla Satomi będzie to pierwszy występ w dramie od trzech lat.
W 2024 roku powróciła do aktorstwa po trzech latach urlopu macierzyńskiego, występując w dramie „Destiny” i dwóch filmach „Missing” i „Last Mile”.

## Filmografia

### Dramy
| Rok  | Tytuł | Rola                     | Typ roli     | Stacja telewizyjna | Przy.         |
| ---- | --- | ------------------------ | ------------ | ------------------ | ------------- |
| 2003 | Mado o Aketara (窓を開けたら)                                                                                              | Usagi Yamamoto           | Główna       | NHK                | [ 28 ]        |
| 2003 | Kimi wa Petto (きみはペット)                                                                                               | Rumi Shibusawa           | Drugoplanowa | TBS                | [ 29 ]        |
| 2003 | Teru Teru Kazoku (てるてる家族)                                                                                            | Fuyuko                   | Główna       | NHK                | [ 30 ]        |
| 2004 | Tengoku e no Oenka Cheers: Cheerleading ni Kaketa Seishun (天国への応援歌 チアーズ～チアリーディングに懸けた青春～)        | Mikiko Morita            | Główna       | NTV                | [ 31 ]        |
| 2004 | Be-Bop High School (ビー・バップ・ハイスクール)                                                                            | Kyōko Izumi              | Główna       | TBS                | [ 32 ]        |
| 2004 | Water Boys 2 (ウォーターボーイズ 2)                                                                                        | Shiori Yazawa            | Drugoplanowa | Fuji TV            | [ 33 ]        |
| 2005 | Yoshitsune (義経) | Shizuka                  | Drugoplanowa | NHK                | [ 34 ]        |
| 2005 | H2: Kimi to Ita Hibi (H2〜君といた日々)                                                                                    | Haruka Koga              | Główna       | TBS                | [ 35 ]        |
| 2005 | Akai Giwaku (赤い疑惑) | Yukiko Oshima            | Główna       | TBS                | [ 36 ]        |
| 2005 | Kaidan Special "Chigiri" (怪談スペシャル 契り)                                                                             | Yui                      | –            | Fuji TV            | [ 37 ]        |
| 2005 | Be-Bop High School 2 (ビー･バップ･ハイスクール2)                                                                           | Kyōko Izumi              | Główna       | TBS                | [ 38 ]        |
| 2005 | Climber's High (クライマーズ・ハイ)                                                                                        | Ayako Mochizuki          | Drugoplanowa | NHK                | [ 39 ]        |
| 2006 | Nurse Aoi (Ｎｓ’あおい) | Aoi Misora               | Główna       | Fuji TV            | [ 40 ]        |
| 2006 | Te no Ue no Shabondama (手の上のシャボン玉 )                                                                               | Risa Sakuraba            | Drugoplanowa | NTV                | [ 41 ]        |
| 2006 | Nurse Aoi Special "Sakurakawa Byōin Saiaku no Hi" (Ns'あおい スペシャル 桜川病院最悪の日)                                  | Aoi Misora               | Główna       | Fuji TV            | [ 42 ]        |
| 2006 | Hyōten (氷点) | Yōko Tsujiguchi          | Główna       | TV Asahi           | [ 43 ] [ 44 ] |
| 2007 | Tsubasa no Oreta Tenshitachi (翼の折れた天使たち)                                                                          | Yuri Yoshimura           | Główna       | Fuji TV            | [ 45 ]        |
| 2007 | Hanayome to Papa (花嫁とパパ)                                                                                              | Aiko Uzaki               | Główna       | Fuji TV            | [ 46 ]        |
| 2007 | Yonimo Kimyōna Monogatari: Aki no Tokubetsu Hen "Mirai Dōsōkai" (世にも奇妙な物語 秋の特別編「未来同窓会」)                | Haruka Matsui            | Główna       | Fuji TV            | [ 47 ]        |
| 2007 | Koi no Karasawagi: Love Stories IV "Koe ga Furueru Onna" (恋のから騒ぎドラマスペシャル〜Love Stories IV〜『声が震える女』) | Mutsumi Hikoda           | Główna       | NTV                | [ 48 ]        |
| 2007 | Maru Maru Chibi Maruko-chan Episode 26 (まるまるちびまる子ちゃん 第26回)                                                   | Ping-Pong-Pang (Dubbing) | Drugoplanowa | Fuji TV            | [ 49 ]        |
| 2008 | Rokumeikan (鹿鳴館) | Akiko Daitokuji          | Drugoplanowa | TV Asahi           | [ 50 ]        |
| 2008 | Puzzle (パズル) | Misako Ayukawa           | Główna       | TV Asahi           | [ 51 ]        |
| 2008 | Walkin' Butterfly (ウォーキン・バタフライ)                                                                                 | Yukari Hayase            | Gościnna     | TV Tokyo           | [ 52 ]        |
| 2008 | Nagaiki Kyōsō! (長生き競争!)                                                                                               | Eri Yamada               | Główna       | Fuji TV            | [ 53 ]        |
| 2009 | Voice: Inochi Naki Mono no Koe (ヴォイス～命なき者の声～)                                                                  | Kanako Kuboaki           | Drugoplanowa | Fuji TV            | [ 54 ]        |
| 2009 | Kochira Katsushika-ku Kameari Kōen-mae Hashutsujo (こちら葛飾区亀有公園前派出所)                                           | Moeko                    | Gościnna     | TBS                | [ 55 ]        |
| 2009 | Hidarime Tantei Eye SP (左目探偵EYE)                                                                                       | Hitomi Sayama            | Główna       | NTV                | [ 56 ]        |
| 2009 | Hadaka no Taishō Hinokuni Kumamoto Hen: Onna Gokoro ga Funka Surunode (裸の大将 火の国・熊本篇〜女心が噴火するので〜)      | Tami Shimojō             | Drugoplanowa | Fuji TV            | [ 57 ]        |
| 2009 | Tsubakiyama Kachō no Nanokakan (椿山課長の七日間)                                                                          | Tsubaki Kazuyama         | Główna       | TV Asahi           | [ 58 ]        |
| 2009 | Saka no Ue no Kumo (坂の上の雲)                                                                                            | Sueko Akiyama            | Drugoplanowa | NHK                | [ 59 ]        |
| 2010 | Hidarime Tantei Eye (左目探偵EYE)                                                                                          | Hitomi Sayama            | Główna       | NTV                | [ 60 ]        |
| 2010 | Daibutsu Kaigan (大仏開眼)                                                                                                 | Abe no Naishinnō         | Drugoplanowa | NHK                | [ 61 ]        |
| 2010 | Toubō Bengoshi (逃亡弁護士)                                                                                                | Emi Ninomiya             | Drugoplanowa | Fuji TV            | [ 62 ]        |
| 2010 | Reinouryokusha Odagiri Kyōko no Uso (霊能力者 小田霧響子の嘘)                                                              | Kyōko Odagiri            | Główna       | TV Asahi           | [ 63 ]        |
| 2011 | Bull Doctor (ブルドクター)                                                                                                 | Chika Kamatsuda          | Drugoplanowa | NTV                | [ 64 ]        |
| 2011 | Shimei to Tamashii no Limit (使命と魂のリミット)                                                                           | Yuki Himuro              | Główna       | NHK                | [ 65 ]        |
| 2012 | Dakatsu no Gotoku (蛇蝎のごとく)                                                                                           | Shioko Furuda            | Drugoplanowa | TV Tokyo           | [ 66 ]        |
| 2012 | Rich Man, Poor Woman (リッチマン、プアウーマン)                                                                            | Makoto Natsui            | Główna       | Fuji TV            | [ 67 ]        |
| 2013 | Lucky Seven Special (ラッキーセブン)                                                                                       | Mizuki Kurihara          | Drugoplanowa | Fuji TV            | [ 68 ]        |
| 2013 | Rich Man, Poor Woman in New York (リッチマン、プアウーマン in ニューヨーク)                                                | Makoto Natsui            | Główna       | Fuji TV            | [ 69 ]        |
| 2013 | Yonimo Kimyōna Monogatari: 2013 Aki no Tokubetsu Hen "Karikon" (世にも奇妙な物語 '13秋の特別編「仮婚」)                    | Narumi Morita            | Główna       | Fuji TV            | [ 70 ]        |
| 2013 | Koi (恋) | Fumiko Yano              | Główna       | TBS                | [ 71 ]        |
| 2014 | Shinshun Drama Special "Shinmaisha" Kaga Kyōichirō "Nemuri no Mori" (新春ドラマスペシャル「新参者 加賀恭一郎 眠りの森」)   | Mio Asaoka               | Drugoplanowa | TBS                | [ 72 ]        |
| 2014 | Shitsuren Chocolatier (失恋ショコラティエ)                                                                                 | Saeko Takahashi          | Główna       | Fuji TV            | [ 73 ]        |
| 2014 | Honto ni Atta Kowai Hanashi 15 Shūnen Special: "S Douzan no Onna" (ほんとにあった怖い話15周年スペシャル「S銅山の女」)      | Natsumi Yamabe           | Główna       | Fuji TV            | [ 74 ]        |
| 2014 | Dear Sister (ディア・シスター)                                                                                             | Misaki Fukazawa          | Główna       | Fuji TV            | [ 75 ]        |
| 2015 | 5-ji Kara 9-ji Made: Watashi ni Koi Shita Obōsan (5→9〜私に恋したお坊さん〜)                                               | Junko Sakuraba           | Główna       | Fuji TV            | [ 76 ]        |
| 2016 | Jimi ni Sugoi! Kōetsu Girl: Kouno Etsuko (地味にスゴイ! 校閲ガール・河野悦子)                                              | Etsuko Kouno             | Główna       | NTV                | [ 77 ]        |
| 2018 | Unnatural (アンナチュラル)                                                                                                 | Mikoto Misumi            | Główna       | TBS                | [ 78 ]        |
| 2018 | Takane No Hana (高嶺の花)                                                                                                  | Momo Tsukishima          | Główna       | NTV                | [ 79 ]        |
| 2020 | Unsung Cinderella: Byoin Yakuzaishi no Shohosen (アンサング・シンデレラ 病院薬剤師の処方箋)                                | Aoi Midori               | Główna       | Fuji TV            | [ 80 ]        |
| 2021 | Jinsei Saiko no Okurimono (人生最高の贈りもの)                                                                             | Yuriko Tabuchi           | Główna       | TV Tokyo           | [ 81 ]        |
| 2021 | Koi wa Deep ni (恋はDeepに)                                                                                                | Mio Nagisa               | Główna       | NTV                | [ 82 ]        |
| 2024 | Destiny | Kanade Nishimura         | Główna       | TV Asahi           | [ 83 ]        |

### Filmy
| Rok  | Tytuł                                                                                               | Rola                                          | Przy.   |
| ---- | --------------------------------------------------------------------------------------------------- | --------------------------------------------- | ------- |
| 2002 | Hogi-Lala (ホ・ギ・ラ・ラ)                                                                          | Sanju                                         | [ 84 ]  |
| 2002 | Fune o Oritara Kanojo no Shima (船を降りたら彼女の島)                                               | Chizuru Minakami (młodsza siostra Takashiego) | [ 85 ]  |
| 2003 | Watashi no Grandpa (わたしのグランパ)                                                               | Tamako Godai                                  | [ 86 ]  |
| 2005 | Jam Films S (ジャム フィルムズエス)                                                                 | –                                             | [ 87 ]  |
| 2005 | Kita no zeronen (北の零年)                                                                          | Tae Komatsubara                               | [ 88 ]  |
| 2007 | Hōtai Club (包帯クラブ)                                                                             | Emiko Kiba (Wara)                             | [ 89 ]  |
| 2008 | Ginmaku ban Sushi ôji!: Nyûyôku e iku (銀幕版 スシ王子！ ～ニューヨークへ行く～)                    | Burusu Lily (Gal Shishō)                      | [ 90 ]  |
| 2008 | Furaingu Rabittsu (フライング☆ラビッツ)                                                             | Yukari Hayase                                 | [ 91 ]  |
| 2010 | Ningen Shikkaku (人間失格)                                                                          | Yoshiko                                       | [ 92 ]  |
| 2010 | Zatōichi Za Rasuto (座頭市)                                                                         | Tane                                          | [ 93 ]  |
| 2010 | Inshite Miru: 7-kakan no desu gemu (インシテミル ７日間のデス・ゲーム)                              | Miya Sekimizu                                 | [ 94 ]  |
| 2011 | Manzai Gang (漫才ギャング)                                                                          | Yumiko Miyazaki                               | [ 95 ]  |
| 2012 | Gekkō no Kamen (月光の仮面)                                                                         | Yayoi                                         | [ 96 ]  |
| 2012 | Sadako 3D (貞子3D)                                                                                  | Akane Ayukawa                                 | [ 97 ]  |
| 2012 | Bungō: Sasayakana Yokubou "Mitsumerareru Shukujotachi" (BUNGO ささやかな欲望 見つめられる 淑女たち) | Fujiko                                        | [ 98 ]  |
| 2012 | Karasu no Oyayubi (カラスの親指)                                                                    | Yahiro Kawai                                  | [ 99 ]  |
| 2013 | Sadako 3D 2 (貞子3D2)                                                                               | Akane Ayukawa/Sadako Yamamura                 | [ 100 ] |
| 2014 | Monsterz (モンスターズ)                                                                             | Kanae Kumoi                                   | [ 101 ] |
| 2014 | Bakumatsu Kokosei (幕末高校生)                                                                      | Mikako Kawabe                                 | [ 102 ] |
| 2015 | Kaze ni Tatsu Raion (風に立つライオン)                                                              | Wakako Kusano                                 | [ 103 ] |
| 2015 | Atak Tytanów (進撃の巨人)                                                                           | Hanji (Hans)                                  | [ 104 ] |
| 2016 | Shin Godzilla (シン・ゴジラ)                                                                        | Kayoko Ann Patterson                          | [ 105 ] |
| 2017 | Shinobi no Kuni (忍びの国)                                                                          | Okuni                                         | [ 106 ] |
| 2019 | Kessan! Chushingura (決算！忠臣蔵)                                                                  | Yōzen-in                                      | [ 107 ] |
| 2021 | Soshite, Baton wa Watasareta (そして、バトンは渡された)                                             | Rika                                          | [ 108 ] |
| 2024 | Missing (ミッシング)                                                                                | Saori                                         | [ 109 ] |
| 2024 | Last Mile (ラストマイル)                                                                            | Mikoto Misumi                                 | [ 110 ] |

## Nagrody i nominacje
| Rok  | Ceremonia                             | Kategoria                                     | Nominowany                                       | Rezultat  | Przy.   |
| ---- | ------------------------------------- | --------------------------------------------- | ------------------------------------------------ | --------- | ------- |
| 2003 | Nagrody Filmowe Hochi                 | Najlepszy Debiutant                           | Watashi no Grandpa                               | Wygrana   | [ 111 ] |
| 2003 | Nagrody Nikkan Sports Film            | Najlepszy Debiutant                           | Watashi no Grandpa                               | Wygrana   | [ 112 ] |
| 2003 | Nagroda Błękitnej Wstęgi              | Najlepszy Debiut                              | Watashi no Grandpa                               | Wygrana   | [ 113 ] |
| 2003 | Nagrody Japońskich Krytyków Filmowych | Najlepszy Debiut                              | Watashi no Grandpa                               | Wygrana   | [ 114 ] |
| 2003 | Nagroda Złotej Strzały                | Nagroda dla Najlepszego Nowego Aktora         | Teru Teru Kazoku                                 | Wygrana   | [ 115 ] |
| 2004 | Festiwal Filmowy w Jokohamie          | Najlepszy Nowy Talent                         | Watashi no Grandpa                               | Wygrana   | [ 116 ] |
| 2004 | Nagrody Japońskiej Akademii Filmowej  | Debiut Roku                                   | Watashi no Grandpa                               | Wygrana   | [ 2 ]   |
| 2005 | Nagroda Élan d’Or                     | Debiutant Roku                                | Water Boys 2                                     | Wygrana   | [ 117 ] |
| 2006 | Nagrody Japońskiej Akademii Filmowej  | Najlepsza Aktorka Drugoplanowa                | Kita no Zeronen                                  | Nominacja | [ 118 ] |
| 2014 | Międzynarodowy Festiwal Dramy w Tokio | Najlepszy Występ Aktorki w Roli Drugoplanowej | Shitsuren Chocolatier                            | Wygrana   | [ 119 ] |
| 2016 | Television Drama Academy Awards       | Najlepsza Aktorka                             | 5-ji Kara 9-ji Made: Watashi ni Koi Shita Obōsan | Wygrana   | [ 120 ] |
| 2018 | Międzynarodowy Festiwal Dramy w Tokio | Najlepszy Występ Aktorki                      | Unnatural                                        | Wygrana   | [ 121 ] |
| 2021 | Asian Television Awards               | Najlepsza Aktorka Pierwszoplanowa             | Jinsei Saiko no Okurimono                        | Wygrana   | [ 122 ] |
| 2022 | Nagrody Japońskiej Akademii Filmowej  | Najlepsza Aktorka Drugoplanowa                | Soshite, Baton wa Watasareta                     | Nominacja | [ 123 ] |
| 2024 | Nagrody Filmowe Hochi                 | Najlepsza Aktorka                             | Missing                                          | Wygrana   | [ 124 ] |
| 2024 | Nagrody Nikkan Sports Film            | Najlepsza Aktorka                             | Missing                                          | Nominacja | [ 125 ] |
| 2025 | Nagrody filmowe Mainichi              | Najlepsza Rola Pierwszoplanowa                | Missing                                          | Nominacja | [ 126 ] |
| 2025 | Nagrody Błękitnej Wstęgi              | Najlepsza Aktorka Pierwszoplanowa             | Missing                                          | Nominacja | [ 127 ] |
| 2025 | Nagrody Japońskiej Akademii Filmowej  | Najlepsza Aktorka Pierwszoplanowa             | Missing                                          | Wygrana   | [ 128 ] |